# Succisella carvalhoana
Succisella carvalhoana är en tvåhjärtbladig växtart som först beskrevs av Mariz, och fick sitt nu gällande namn av Leona Baksay. Succisella carvalhoana ingår i släktet Succisella och familjen Dipsacaceae. Inga underarter finns listade i Catalogue of Life.